# دايفيد لويس
دايفيد لويس (بالإنجليزية: David Lewis)‏ (و. 1909 – 1981 م) هو سياسي، ومحامي كندي، كان عضوًا في الحزب الديمقراطي الجديد، توفي في أوتا، عن عمر يناهز 72 عاماً.

## مناصب
تولى منصب عضو مجلس العموم الكندي..

## التعليم
تعلم في كلية لينكولن ‏، وجامعة مكغيل.

## جوائز
حصل على جوائز منها:
- منحة رودس

## روابط خارجية
- دايفيد لويس على موقع إن إن دي بي (الإنجليزية)